# Gentle Monster
Gentle Monster (en hangul, 젠틀 몬스터), es una marca de gafas de sol y gafas ópticas de Corea del Sur, fundada por Hankook Kim en Seúl en 2011. Desde noviembre de 2020, la compañía cuenta con 50 tiendas operadas directamente en todo el mundo, incluyendo Corea del Sur, China Continental, Hong Kong, Taiwán, Singapur, Emiratos Árabes Unidos, Reino Unido y Estados Unidos.

## Historia
El empresario emprendedor Jae W Oh invirtió alrededor de $100,000 dólares en 2012 para que Gentle Monster comenzara a producir marcos de gafas en la ciudad surcoreana de Daegu, donde había sido un centro de fabricación para Luxottica, y China, ya que los marcos de acetato son ilegales de producir en Corea del Sur. Los diseños de la marca correspondían a marcos de gran tamaño, mucho más grandes que los de las marcas occidentales, porque la clientela asiática prefiere tener marcos que creen la imagen de tener un rostro más pequeño, según sus estándares de belleza.
En 2013 y 2014, la actriz coreana Jun Ji-hyun usó lentes de Gentle Monster en la serie de televisión My Love from the Star, lo que amplió enormemente la exposición de la marca al público general.
En febrero de 2016 se inauguró la primera tienda de la compañía en EE. UU. en el Grand Street en SoHo, Nueva York. Su segunda tienda en los EE. UU. fue inaugurada en el centro de Los Ángeles en octubre de 2017. El conglomerado multinacional francés de artículos de lujo LVMH invirtió $60 millones de dólares por una participación del 7% en la compañía en septiembre de 2017.

## Tiendas comerciales

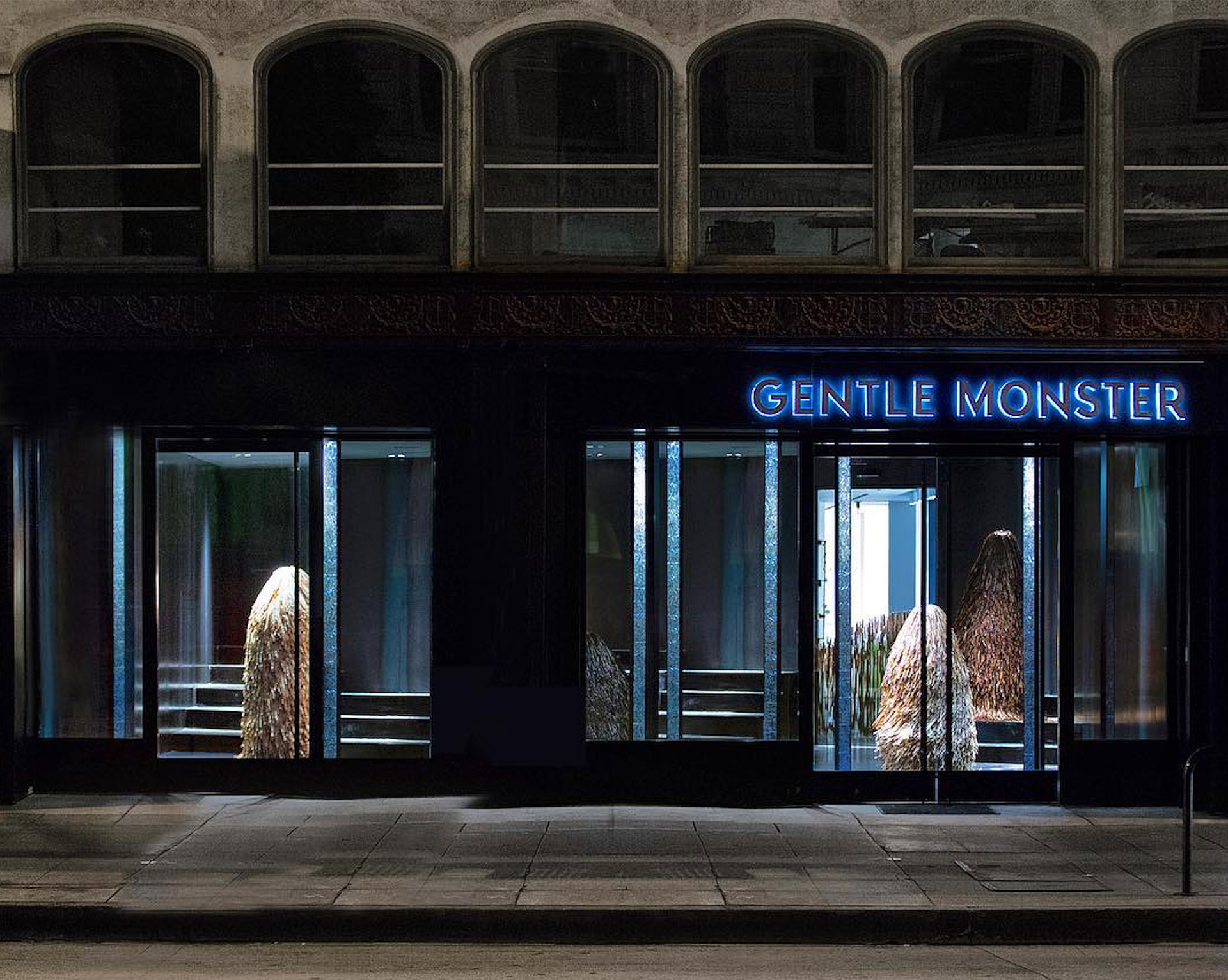
Boutique de Gentle Monster en Los Ángeles.

Gentle Monster emplea a seis personas para diseñar sus productos de gafas y a 60 personas para el diseño visual de la tienda y sus productos. Estos se exhiben como piezas de museo, en la búsqueda de "una experiencia de compra offline inmersiva y vivencial".
Por ejemplo, de mayo a agosto de 2016, su tienda insignia de la ciudad de Nueva York se convirtió en una experiencia submarina creada por el diseñador de acuarios Justin Muir y el escultor en vidrio Ivan Lee Mora, influenciados por la película francesa Le Grand Bleu (1988) de Luc Besson.

## Colaboraciones
En 2016, la marca colaboró con el diseñador danés Henrik Vibskov y las marcas Hood by Air y Opening Ceremony. Esta colaboración fue presentana en la Semana de la Moda de Nueva York de ese mismo año.
En 2017, Gentle Monster colaboró con el diseñador de muebles holandés Marcel Wanders, fundador de Moooi. Además, la actriz y modelo británica Tilda Swinton colaboró con la marca en febrero de 2017 en el diseño de tres gafas de sol, apareciendo en un vídeo como campaña publicitaria.
En 2018, la marca colaboró en una exposición llamada Burning Planet con el rapero surcoreano Mino del grupo musical Winner.
En 2019, la marca colaboró con la empresa multinacional de tecnología china Huawei, lanzando lentes inteligentes.
En 2020, la marca colaboró con Jennie, cantante surcoreana miembro del grupo Blackpink, para lanzar la colección Jentle Home, que terminó siendo un enorme éxito. Más tarde en el mismo año, la marca colaboró con el cantante y rapero chino canadiense Kris Wu para el lanzamiento de la colección Gentle Wu.

## Clientes destacados
Diversas personalidades, principalmente del mundo de la música y la televisión, han hecho pública su preferencia por los productos de Gentle Monster, donde destacan Jennie de Blackpink, Beyoncé, Rihanna, Gigi Hadid, Susan Sarandon,Tilda Swinton y Billie Eilish.